# کژدم پوسته‌نشین آریزونا
کژدم پوسته‌نشین آریزونا (نام علمی: Centruroides sculpturatus) نام یک گونه از سرده کژدم‌های پوسته‌نشین است.